# Mitologie aztecă
Civilizația aztecă a recunoscut o mitologie politeistă, care cuprindea în convingerile lor religioase mai multe zeități și zei (peste 100) precum și creaturi supranaturale .

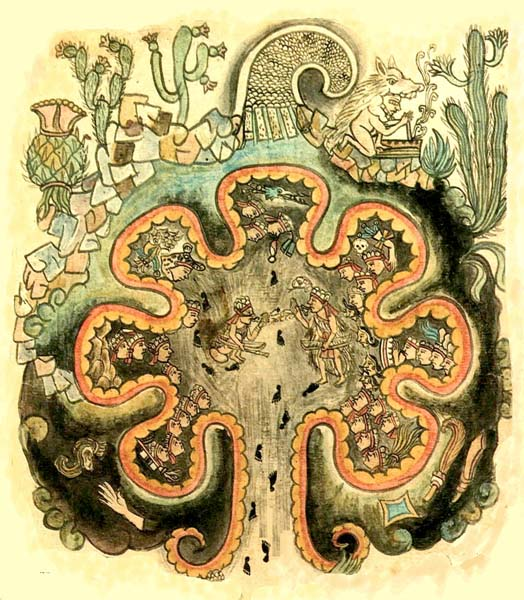
Chicomoztoc, locul celor șapte peșteri. Originea mitică a triburilor nahuatlaca

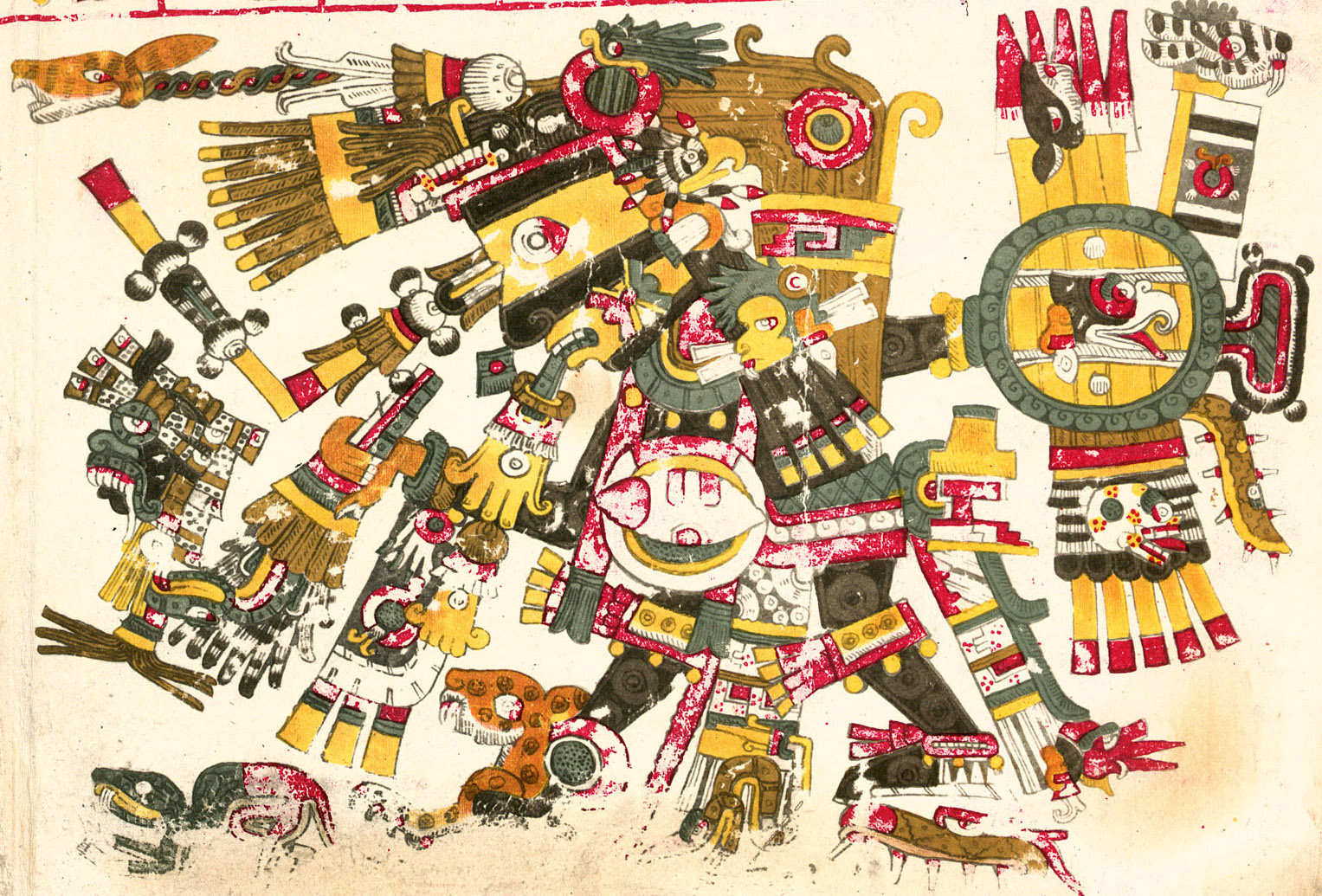
Tezcatlipoca înfățișat în Codex Borgia.

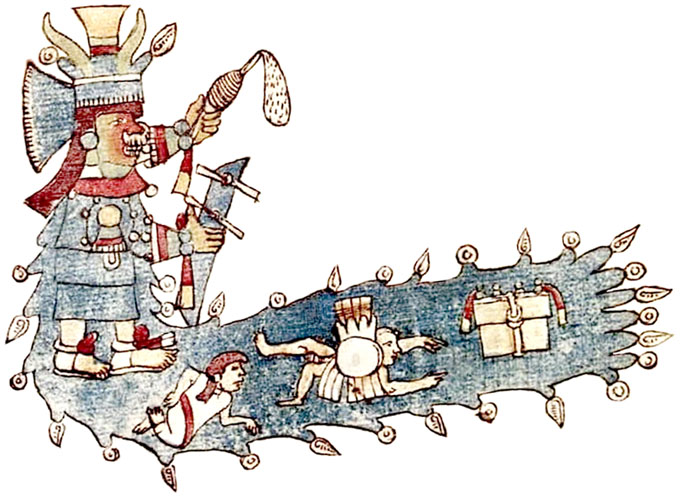
Chalchiuhtlicue în Codex Ríos

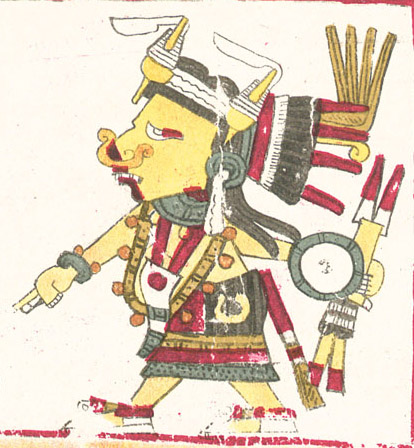
O reprezentare a lui Tlazoteotl, așa cum apare în manuscrisul Codex Borgia.

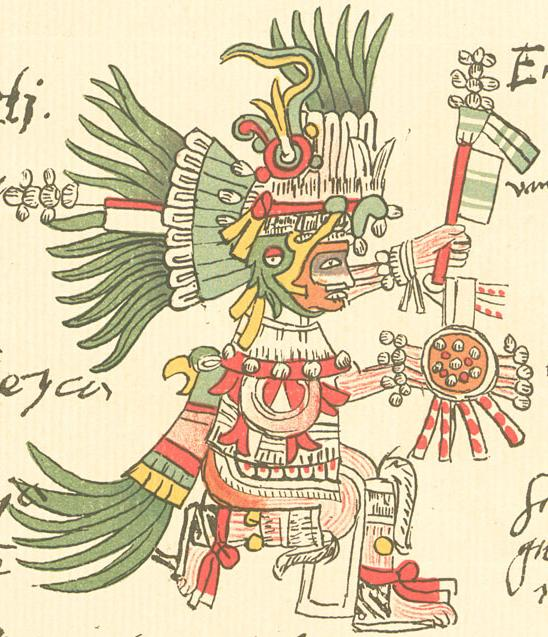
Huitzilopochtli, așa cum este prezentat în Codex Telleriano-Remensis.

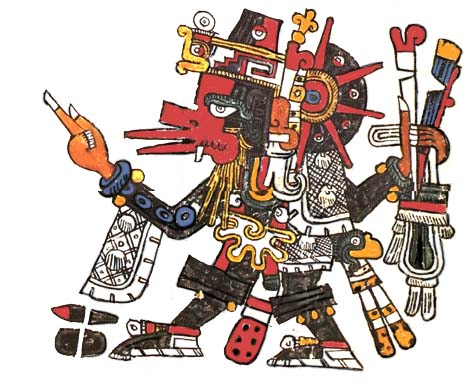
Quetzalcoatl în formă umană, reprezentat și cu caracteristicile lui Ehēcatl, așa cum apare în manuscrisul Codex Borgia.

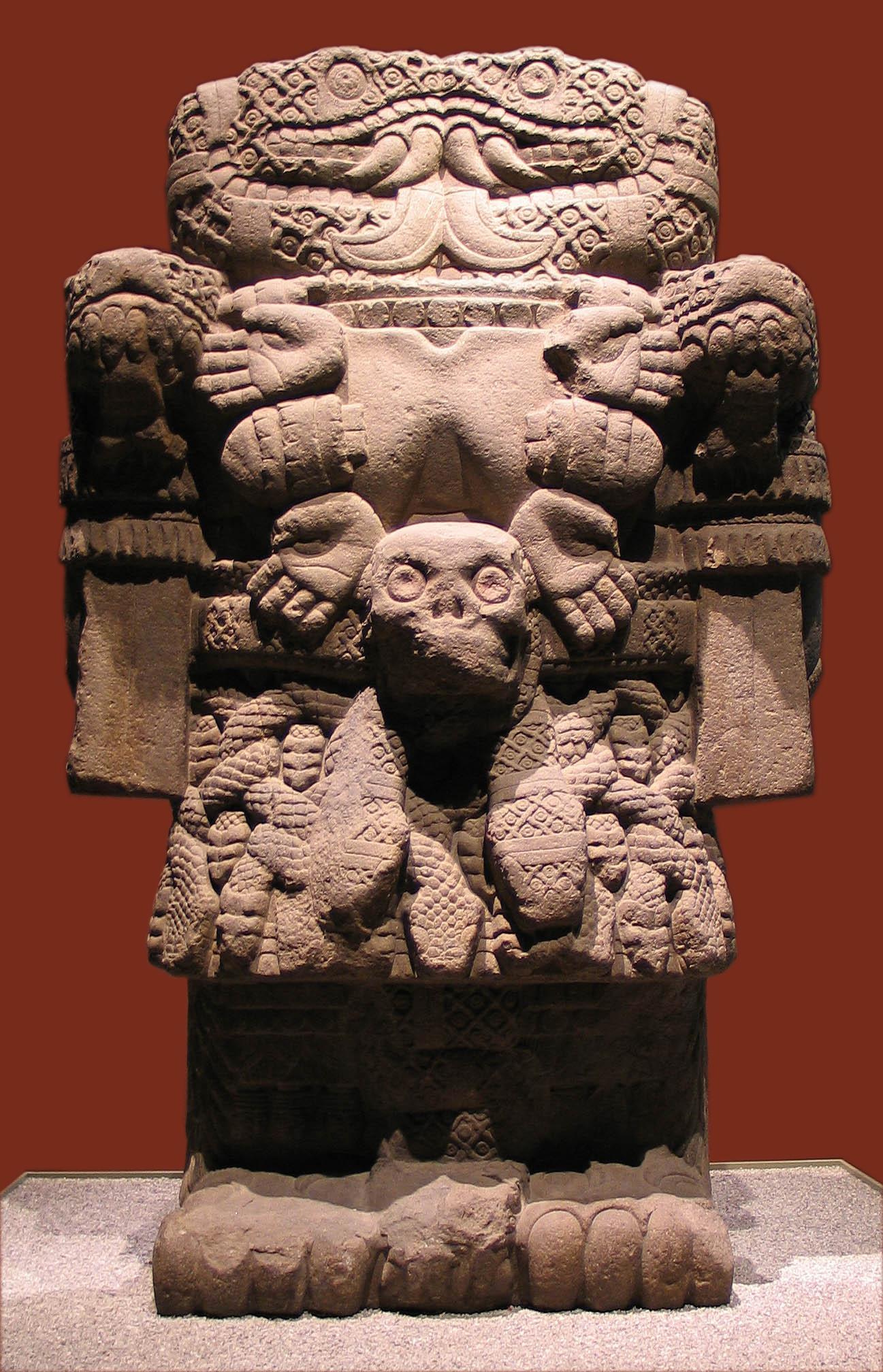
Coatlicue sau Toci.

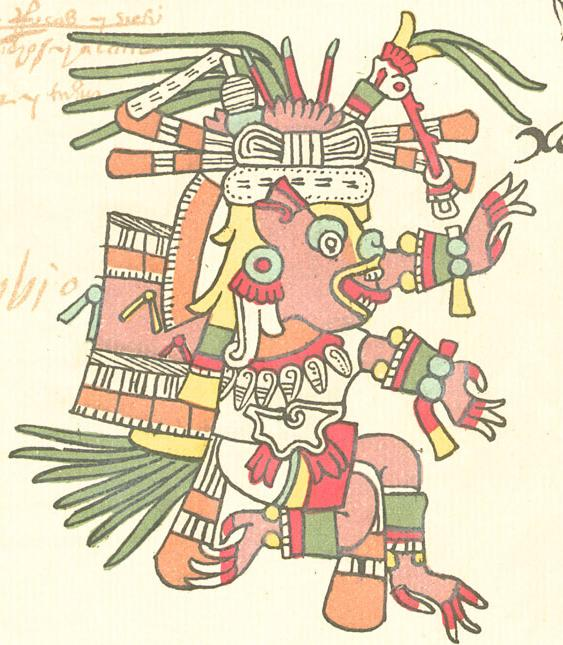
Xolotl reprezentat în Codex Telleriano-Remensis.

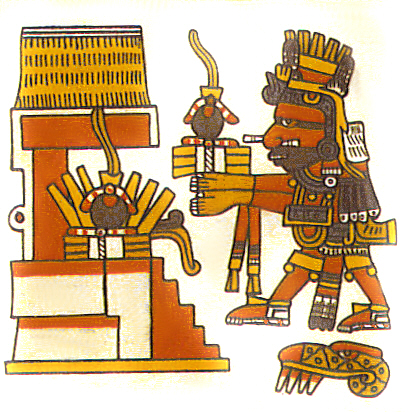
Zeul aztec Xiuhtecuhtli, Codex Borgia.

## Istorie
Cultura aztecă este, în general, grupată împreună cu complexul cultural cunoscut sub numele de Nahuatl, din cauza limbii comune pe care au împărtășit-o. Conform legendei, diverse grupuri de azteci au sosit din nord în valea Anahuac, în jurul lacului Texcoco. Locul acestei văi și lacul de destinație este clar - chiar în inima orașului modern Mexico City, dar puține lucruri sunt cunoscute cu certitudine despre originea aztecilor.
Există diferite ipoteze despre originea lor. În mitologie strămoșii mexica/aztecilor au venit dintr-un loc din nord numit Aztlán, ultimul din cele șapte nahuatlacas (triburi vorbitoare de limbă Nahuatl, de la tlaca, adică om) pentru a face călătoria spre sud, de unde numele lor Azteca. Aztec în limba Nahuatl înseamnă "poporul din Aztlan". Alte surse marchează originea lor în Chicomostoc, locul celor șapte peșteri, sau la Tamoanchan (originea legendară a tuturor civilizațiilor).
Poporul mexica/aztec  s-a declarat ghidat de zeul lor Huitzilopochtli, nume care înseamnă Colibri stângaci sau Colibri din sud.
Când au ajuns pe insula din lac, ei au văzut un vultur care purta un ... cactus sau fructele sale. (Datorită unei traduceri Tesozomoc, a devenit popular faptul că vulturul devora un șarpe, dar sursa originală aztecă nu menționa nimic despre vreun șarpe.)
O sursă indica ca mânca o pasăre, alta ca avea doar un cactus, iar a treia doar spune ca mânca ceva.) Aceasta viziune completează o profeție care spune cum ei au găsit noua casă în această locație. Aztecii au construit orașul lor Tenochtitlan în acest spațiu, construind o mare insulă artificială, care astăzi este centrul orașului Mexico City. Aceasta legendară viziune este desenată pe steagul de luptă al Mexicului.
Potrivit legendei, când mexicanii au sosit în valea Anahuac din jurul lacului Texococo ei au fost considerați de celelalte grupuri ca fiind cei mai civilizați dintre toți, dar mexicanii/aztecii au decis să învețe, și ei au preluat tot ce s-a putut de la celelalte popoare, în special de la străvechii Toltec (cu care au fost parțial confundați, cu cea mai veche civilizație de la Teotihuacan)
Pentru azteci, toltecii erau la originea întregii culturi, "Toltecayotl" era sinonim cu cultura. Legende aztece identifică toltecii și cultul lui Quetzalcoatl cu legendarul oraș Tollan, pe care ei de asemenea l-au identificat cu anticul Teotihuacan.
Deoarece aztecii au adoptat și combinat câteva tradiții cu propriile tradiții timpurii, ei au câteva mituri ale creației; unul din acestea, „Cei Cinci Sori”, descrie patru perioade care au precedat lumea modernă, fiecare finalizându-se cu o catastrofă.
Epoca noastră - Nahui-Ollin, a cincea epocă sau creația a cincea - a scăpat de distrugere datorită sacrificiului unui zeu (Nanahuatl .... ) care s-a transformat în Soare. Acest mit este asociat cu vechiul oraș de la Teotihuacan, care a fost abandonat dar era încă în picioare la sosirea aztecilor. Alte mituri descriu pământul ca o creație a zeilor gemeni Tezcatlipoca și Quetzalcoatl.

## Listă de zei din mitologia aztecă
- Chalchiuhtlicue  - zeița apei, a lacurilor și a curenților maritimi
- Cinteotl - zeul porumbului
- Coatlicue (alte nume: Toci, Cihuacoatl, Ilamatecuhtli sau Teteoinnan) - zeiță a pământului, morții și căii lactee, este mama zeilor, ea a născut luna, stelele și pe Huitzilopochtli
- Coyolxauhqui - zeița lunii, asociată cu pământul și cu stelele
- Centzon Huitznaua - zeița patroană a stelelor sudului
- Ehēcatl - zeul vântului
- Huehueteotl - zeu antic al sănătății, focul vieții
- Huitzilopochtli - zeu al soarelui, focului și războiului
- Itztlacoliuhqui-Ixquimilli - zeul pietrei tari
- Mayahuel - zeița plantei secolului
- Mictlantecuhtli - zeul morții
- Ometeotl - zeu/zeița raiului
- Quetzalcoatl - zeu al suflului vieții
- Tepeyollotl - zeul cutremurelor
- Teteoinnan - mama zeilor, vezi Coatlicue
- Tezcatlipoca -  un zeu central asociat cu cerul nopții, vânturile din noapte, uraganele, cu obsidianul, nordul, pământul, dușmănia, discordia, autoritatea, divinația, ispita, jaguarul, vrăjitoria, frumusețea, războiul și cu conflictele
- Tlahuizcalpantecuhtli - zeul apusului
- Tlaloc - zeul ploii și fulgerului
- Tlazolteotl - zeița purificării, a băilor cu aburi, a moașelor și o patroană a preacurvarilor
- Toci - mama zeilor, vezi Coatlicue
- Tonacatecuhtli - zeul fertilității
- Xiuhtecuhtli -  zeul hranei, era personificarea vieții după moarte, căldura focului, lumina în întuneric și mâncarea pe timpul foametei
- Xipe Totec - zeul primăverii
- Xochipilli - zeul florilor
- Xochiquetzal - zeița dragostei
- Xolotl - era zeul focului și al nenorocului, zeul fulgerelor  și "ghidul sufletelor" celor morți către Mictlan, tărâmul vieții de apoi.

## Grupuri de zei
- Ahuiateteo (sau Macuiltonaleque) - cinci zei care personifică excesul
- Cihuateteo (sau Civatateo) - sufletele femeilor care au murit la nașterea copiilor și conduc soarele în cerul vestic. Demoni nocturni care fură copii și cauzează boli. Mai acompaniază luptătorii spre rai.
- Centzon Huitznahua - stelele sudului, copiii lui Coatlicue
- Centzon Totochtin (400 iepuri) - zeii băuturii Pulque
- Urșii cerului - asociați cu cele patru direcții
- Tzitzimime - demonii stea ai întunericului care atacă soarele în timpul eclipselor solare
- Yoalteuctin sau Stăpânii nopții - un grup de nouă zeități care guvernează o anumită noapte.

## Listă de creaturi din mitologia aztecă
- Ahuitzotl - un om-  câine-maimuță cu o mână pe coadă
- Cipactli - caimanul de la fundațiile pământului
- Cihuateteo - spiritele femeilor care au murit la naștere (mociuaquetzque.)
- Chicomoztoc, locul celor șapte peșteri. Originea mitică a triburilor nahuatlaca]]
- Nagual - un animal tutelar sau spirit vegetal
- Nahual - un vrăjitor sau vrăjitoare care s-a schimbat
- Tlaltecuhtli - o broască zeiță

## Listă de eroi din mitologia aztecă
- Popocatepetl - luptător legendar

## Locuri

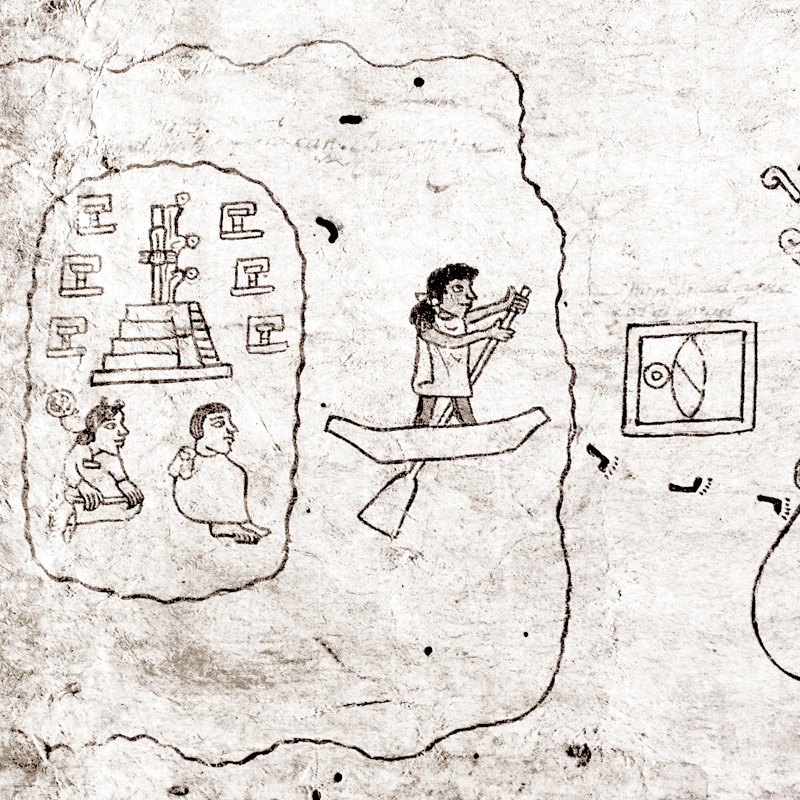
Desen cu plecarea din Aztlán, Codex Boturini, sec. XVI

- Apanoayan  - (care traversează râul) primul dintre cele nouă niveluri din lumea subterană Mictlan, de asemenea, cunoscut sub numele de Itzcuintlan.
- Aztlán (țara egretelor/bâtlanilor) - locul de origine al aztecilor înainte de peregrinarea lor și stabilirea la Tenochtitlan
- Iztaccihuatl
- Mictlan - lumea subterană
- Popocatepetl
- Tlalocan primul paradis.
- Tehuantepec  dealul jaguarului sacru
- Tlillan-Tlapallan tărâmul mijlocul cerului (paradisul mijlociu).
- Tonatiuhichan cel mai mare paradis
- Tamoanchan